# ストゥントレン
ストゥントレン (Stung Treng) は、カンボジア北部の街で、ストゥントレン州の州都。
メコン川に面した街であり、Se Kong川との合流地点に位置する。プノンペンまでは南に約300km、ラオス国境までは北に約40kmの距離である。この地域の主要都市で、人口は約25,000人で、クメール人とラオス人によって構成される。ラタナキリ州やラオス国境に向かう旅人にとって拠点となる町である。